# Фе-де-Бретань
Фе-де-Бретань (фр. Fay-de-Bretagne) — коммуна на западе Франции, находится в регионе Пеи-де-ла-Луар, департамент Атлантическая Луара, округ Шатобриан-Ансени, кантон Ла-Шапель-сюр-Эрдр. Расположена в 25 км к северо-западу от Нанта и в 83 км к югу от Ренна, в 4 км от национальной автомагистрали N171.
Население (2017) — 3 618 человек.

## Достопримечательности
- Церковь Святого Мартена второй половины XIX века в стиле неоготика
- Парк отдыха Мадлен с двумя прудами и культурным центром

## Экономика
Структура занятости населения:
- сельское хозяйство — 16,1 %
- промышленность — 3,5 %
- строительство — 9,6 %
- торговля, транспорт и сфера услуг — 30,8 %
- государственные и муниципальные службы — 40,1 %

Уровень безработицы (2016 год) — 8,1 % (Франция в целом — 14,1 %, департамент Атлантическая Луара — 11,9 %). 

Среднегодовой доход на 1 человека, евро (2016 год) — 21 030 (Франция в целом — 20 809, департамент Атлантическая Луара — 21 548).

## Демография
Динамика численности населения, чел.

## Администрация
Пост мэра Фе-де-Бретань с 2008 года занимает Клод Лабар (Claude Labarre). На муниципальных выборах 2020 года возглавляемый им независимый блок одержал победу в 1-м туре, получив 68,19 % голосов.
| Период | Период | Фамилия     | Партия        | Примечания                            |
| ------ | ------ | ----------- | ------------- | ------------------------------------- |
| 1977   | 1989   | Лоран Сикар |               |                                       |
| 1989   | 1995   | Рене Бернар | Разные правые | член Генерального совета департамента |
| 1995   | 2008   | Жерар Порте |               |                                       |
| 2008   | 2014   | Эдит Сарде  |               | бухгалтер                             |
| 2014   |        | Клод Лабар  | Разные левые  | социальный работник                   |